# Armoiries d'Aruba
Le blason d'Aruba fut dessiné à Amsterdam en 1955. Il est composé de sept symboles distincts:
- Le lion au sommet symbolise le pouvoir.
- La croix blanche sert à séparer les différentes parties du blason mais elle symbolise aussi la dévotion et la foi.
- Les deux rameaux de laurier qui entourent le blason symbolisent la paix.
- Le quart supérieur droit représente le mont Hooiberg, la montagne la plus connue d'Aruba, et le deuxième plus grand sommet de l'île.
- Le quart inférieur droit montre une roue, représentant l'industrie.
- Le quart supérieur gauche représente un aloès, source de revenus principale de l'île ainsi que son exportation.
- Enfin, le quart inférieur gauche montre une poignée de main, symbolisant la bonne entente d'Aruba avec les autres pays du monde.